# رافاييل هيرناندو
رافاييل هيرناندو (بالإسبانية: Rafael Hernando) هو ملحن إسباني، ولد في 31 مايو 1822 في مدريد في إسبانيا، وتوفي بنفس المكان في 10 يوليو 1888.

## وصلات خارجية
- رافاييل هيرناندو على موقع ميوزك برينز (الإنجليزية)